# Anna Karénine (film, 1948)
Pour les articles homonymes, voir Anna Karénine (homonymie).
Pour plus de détails, voir Fiche technique et Distribution.
Anna Karénine (Anna Karenina) est un film britannique de Julien Duvivier sorti en 1948. C'est l'adaptation du roman Anna Karénine de Léon Tolstoï.

## Synopsis
Anna Karénine est mariée à Alexis Karénine, un haut fonctionnaire tsariste. Délaissée quelque peu par son mari, elle tombe amoureuse d'un jeune officier, le comte Vronsky. Ils ont une liaison passionnée qui la mènera à sa perte.

## Fiche technique
- Titre : Anna Karénine
- Titre original : Anna Karenina
- Réalisation : Julien Duvivier, assisté de Guy Hamilton et Russell Lloyd (non crédité)
- Producteur : Alexander Korda pour la London Film Productions
- Scénario : Jean Anouilh, Julien Duvivier et Guy Morgan d'après le roman Anna Karénine de Léon Tolstoï
- Photographie : Henri Alekan
- Musique : Constant Lambert
- Décors : Andrej Andrejew
- Costumes : Cecil Beaton
- Montage : Russell Lloyd (+ réalisateur de seconde équipe, non crédité à ce titre)
- Pays d'origine : Royaume-Uni
- Format : 35 mm, noir et blanc
- Genre : drame
- Date de sortie : 27 avril 1948, première à New York
- Durée : 139 minutes et 112 minutes (version courte)

## Distribution
- Vivien Leigh : Anna Karénine
- Ralph Richardson : Alexis Karénine
- Kieron Moore : le comte Vronsky
- Hugh Dempster : Stefan Oblonsky
- Mary Kerridge : Dolly Oblonsky
- Marie Lohr : la princesse Scherbatsky
- Frank Tickle : le prince Scherbatsky
- Sally Ann Howes : Kitty Scherbatsky
- Niall MacGinnis : Konstantin Levin
- Michael Gough : Nicholai
- Martita Hunt : la princesse Betty Tversky
- Heather Thatcher : la comtesse Lydia Ivanova
- Helen Haye : la comtesse Vronsky
- Mary Martlew : la princesse Nathalia
- Ruby Miller : la comtesse Meskov
- Austin Trevor : le colonel Vronsky
- John Longden : le général Serpuhousky
- Gino Cervi : Enrico
- Leslie Bradley : Korsunsky
- Michael Medwin : le docteur de Kitty